# Xavier Chiocci
 (août 2025).

a Compétitions nationales et continentales officielles uniquement.

b Matchs officiels uniquement.
Xavier Chiocci (prononcé : [ˈkjɔttʃi]), né le 13 février 1990 à Toulon, est un joueur français de rugby à XV. Il évolue au poste de pilier gauche. International français depuis novembre 2014, il joue avec l'USA Perpignan depuis décembre 2021.  
Avec le Rugby club toulonnais, il remporte deux Coupe d'Europe en 2014 et 2015 et un championnat de France en 2014.  

## Biographie
Xavier Chiocci est un enfant entendant de parents sourds (CODA), où la langue des signes est ainsi la principale forme de communication dans la famille. Il commence le rugby à XV au RC valettois revestois. Arrivé au RC Toulon en 2007, il intègre l'équipe première de manière épisodique lors de la saison 2011-2012. Il prolonge avec Toulon jusqu'en juin 2016. Ce jeune pilier profite de la blessure de son coéquipier Andrew Sheridan pour obtenir du temps de jeu, avec huit parties disputées en Coupe d'Europe, dont les trois matchs de la phase finale disputés en tant que titulaire, remportant ainsi un titre de champion d'Europe et vingt-cinq rencontres de Top 14. Il dispute également la demi-finale puis la finale de celui-ci, face au Castres olympique, en tant que titulaire.

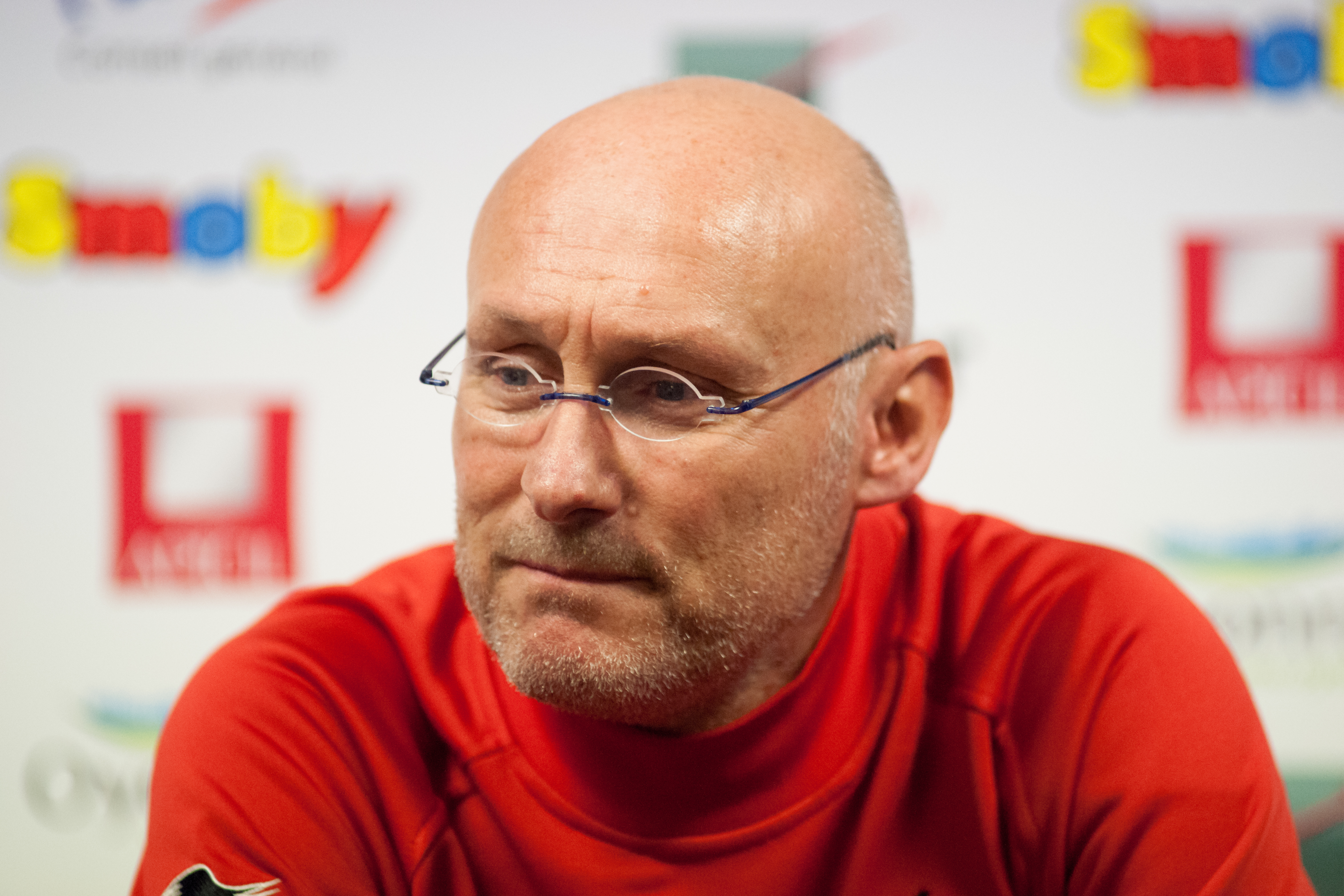
Bernard Laporte, ici en 2014, est le manager de Xavier Chiocci à Toulon de 2011 à 2016.

Ses bonnes performances lui valent d'être appelé par l'encadrement de l'équipe de France lors d'un stage préparatoire pour les rencontres de la tournée de novembre. Il obtient sa première cape internationale en équipe de France lors du premier match de cette tournée face à l'équipe des Fidji, non retenu pour disputer le Tournoi des Six Nations, il figure en revanche parmi la liste des 36 joueurs appelés pour la préparation à la coupe du monde 2015. Il figure ensuite parmi les cinq derniers joueurs écartés et ne figurant sur la liste définitive. Il découvre finalement le Tournoi des Six Nations en 2016.
Mobile dans le jeu courant et solide en mêlée, il est considéré comme l'un des meilleurs gauchers du championnat ; il est ainsi élu second meilleur pilier gauche de la saison 2013-2014 du Top 14 par Rugbyrama et quatrième l'année suivante. 
En juin 2017, l'encadrement du XV de France l'intègre dans la liste Élite des joueurs protégés par la convention FFR/LNR pour la saison 2017-2018.
En 2019, il quitte le RC Toulon pour rejoindre le Lyon olympique universitaire rugby.
En décembre 2021, il rejoint l'USA Perpignan en tant que joker médical jusqu'à la fin de la saison en cours et signe un contrat de deux ans qui prendra effet dès la fin de la saison 2021-2022.

## Statistiques en équipe nationale
Xavier Chiocci compte  dix capes internationales en équipe de France, obtenant sa première sélection le 8 novembre 2014 contre l'équipe des Fidji au Stade Vélodrome de Marseille.
Il participe à deux édition du Tournoi des Six Nations, en 2016 où il rentre à la 59e minute du match contre l'Angleterre, au Stade de France et en 2017 où il joue deux matchs.
| Année | Compétition | Matchs | Points | Essais |
| ----- | ----------- | ------ | ------ | ------ |
| 2014  | Test matchs | 3      | 0      | 0      |
| 2015  | Test matchs | 1      | 0      | 0      |
| 2016  | Six Nations | 1      | 0      | 0      |
| 2016  | Test matchs | 2      | 0      | 0      |
| 2017  | Test matchs | 1      | 0      | 0      |
| 2017  | Six Nations | 2      | 0      | 0      |
| Total | Total       | 10     | 0      | 0      |

## Palmarès
- RC Toulon
  - Finaliste du Challenge européen en 2012
  - Vainqueur de la Coupe d'Europe en 2014 et 2015
  - Finaliste du Championnat de France en 2013, 2016 et 2017
  - Vainqueur du Championnat de France en 2014